# Блэк-Хилс
Блэк-Хилс (англ. Black Hills — «чёрные холмы») — горы (хребет), расположенные в северной части Великих равнин на Среднем Западе США, в юго-западной части штата Южная Дакота и северо-восточной части штата Вайоминг. Самой высокой точкой массива является гора Харни-Пик (2208 м).
Название Блэк-Хилс дали индейцы лакота, на их языке Паха-Сапа — чёрный холм. Являются святыней для индейских племён лакота и шайеннов.
В 1874 году экспедицией под руководством Джорджа Армстронга Кастера было обнаружено золото. Правительство США выдвинуло ультиматум, требуя, чтобы проживающие здесь индейцы до 1 февраля 1876 года явились в специальные агентства, к которым они приписаны, для последующей отправки в резервации. Это требование было основано на соглашении, известном как договор в форте Ларами (1868) о том, что Чёрные холмы становятся частью индейских резерваций и передаются в исключительное пользование индейцам.
Лакота были возмущены осквернением их священных мест. Все эти события привели к широкомасштабной войне за Блэк-Хилз 1876—1877 годов, возглавляемой генералом Филипом Шериданом. Вождь Сидящий Бык заявил, что будет защищать Блэк-Хилс: «Нам здесь не нужны белые люди. Блэк-Хиллз принадлежат нам. Если белый человек захочет их забрать, я буду сражаться».
В горах Блэк-Хилс находятся гора Рашмор и Мемориал Неистового Коня. Также в районе Блэк-Хилс ежегодно проходит летнее ралли мотоциклистов всего мира, известное как Мотоциклетное ралли в Стурджисе.